# Magatzem a la plaça de les Basses, 5 (Reus)
El Magatzem a la plaça de les Basses és un edifici eclèctic amb traces modernistes de la ciutat de Reus (Baix Camp), inclòs en l'Inventari del Patrimoni Arquitectònic de Catalunya.

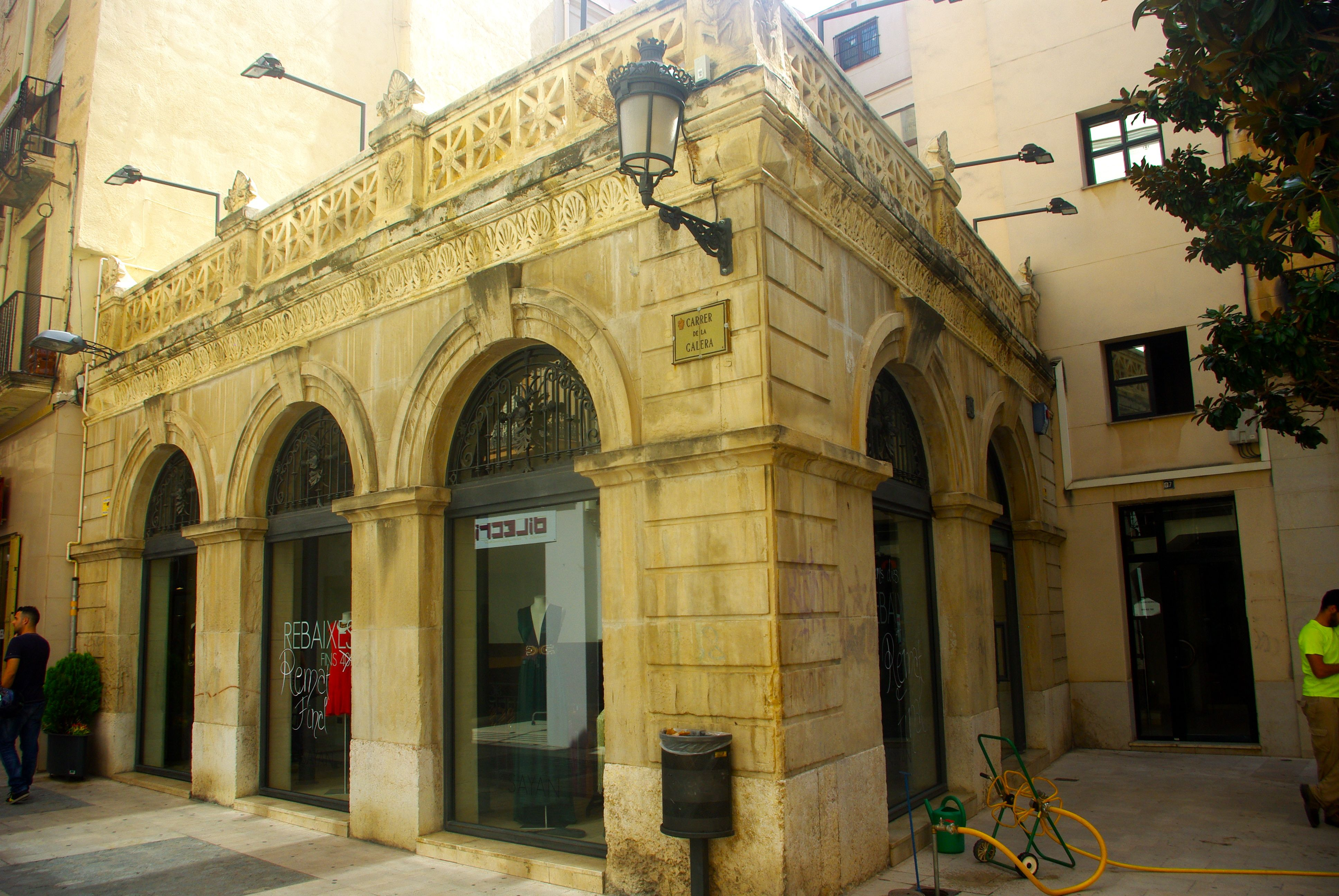
Magatzem a la plaça de les Basses, 5 cantonada amb el carrer de la Galera. Reus

## Descripció
És un edifici cantoner de planta quadrada, que consta només de planta baixa i terrat. L'edifici té cinc obertures i només per una s'accedeix al local. Les altres estan tancades per reixes amb ornaments florals o per vidrieres. Les obertures tenen un arc de mig punt, una motllura i una clau en el centre, a més d'una petita cornisa a manera d'unió entre les diferents obertures. El terrat té una barana de pedra artificial, ornada per un mòdul repetitiu en forma d'estrella a tot l'entorn. Hi ha sis pilastres intercalades, amb relleu de fulles i una flor a la part massissa, i també un mòdul en filigrana coronant l'element. Aquesta ornamentació es repeteix a tots els pilars. El magatzem es veu a la foto, darrere les escultures de "Les Bugaderes" d'Artur Aldomà.

## Història
Hi ha un projecte de la façana signat per l'arquitecte Francesc Borràs l'any 1884. El nom de la plaça ve de que al segle xvi hi havia en aquell lloc les basses del Comú.